# Moritz Georg von Kautzmann
Moritz Georg von Kauzmann (* 19. Dezember 1811 in Tartu; † 26. September 1874 in Gotha) war ein deutsch-baltischer evangelisch-lutherischer Pastor.

## Leben
Kauzmann erhielt seine Grundschulausbildung bei einem Hauslehrer in Werro/Võru und wurde später von 1822 bis 1826 von Heinrich Georg Jannau in Harjel/Hargla und Lais/Laius unterrichtet. Von 1826 bis 1830 studierte er an der Pädagogischen Schule in Großhennersdorf (Sachsen). Von 1830 bis 1834 studierte er an der Theologischen Fakultät der Kaiserlichen Universität Dorpat. 1834 arbeitete er als Hauslehrer in Arrasch/Āraiši, und 1836 war er Praktikant in Wolmar/Valmiera bei Carl Ferdinand Maximilian Anton Walter (späterer Generalsuperintendent von Livland). Am 30. Mai 1837 wurde er in Riga zum Pastor ordiniert.
Von 1837 bis 1840 (Amtseinführung am 27. Juni 1837) war er Pastor an St. Katharina von Saara/Saarde, von 1840 bis 1849 (Amtseinführung am 19. Februar 1840) Pastor an St. Johannes der Täufer in Kannapäh/Kanepi, von 1850 bis 1872 (Amtseinführung am 19. Januar 1850) Pastor an St. Maria von Odenpäh/Otepää. Am 20. März 1872 wurde er pensioniert und zog nach Gotha, Deutschland.

## Familie
Moritz Georg von Kautzmann war Sohn von Anna (Annette) Tunzelmann von Adlerflug und Michael Ehrenreich Kauzmann.
Er war verheiratet mit Johanna Marie Friederike von Gavel (* 7. Juni 1813; † 16. August 1892).